# Сервис Филмских радних заједница
Сервис филмских радних заједница (Сервис ФРЗ) или Сервис за организовање производње и промета филмова је филмска продуцентска компанија основана маја 1966 године.
Покренуо је познати филмски сценариста, продуцент и глумац Душан Перковић. 1970. године мења назив у Центар Филмских радних заједница (Центар ФРЗ).

## Продукција

### Играни филмови
| Год.  | Назив                                                 | Улога |
| ----- | ----------------------------------------------------- | ----- |
| 1967. | Буђење пацова                                         |       |
| 1967. | Нож                                                   |       |
| 1967. | Немирни                                               |       |
| 1967. | Кораци кроз магле                                     |       |
| 1967. | Дивље семе                                            |       |
| 1967. | Хасанагиница                                          |       |
| 1967. | Кад будем мртав и бео                                 |       |
| 1968. | Пусти снови                                           |       |
| 1968. | У раскораку                                           |       |
| 1968. | Брат доктора Хомера                                   |       |
| 1968. | Операција Београд                                     |       |
| 1968. | Сарајевски атентат                                    |       |
| 1968. | Вук са Проклетија                                     |       |
| 1969  | Кад чујеш звона                                       |       |
| 1969. | Крвава бајка                                          |       |
| 1969. | Силом отац                                            |       |
| 1969. | Време без рата                                        |       |
| 1969. | Заседа                                                |       |
| 1969. | Убиство на подмукао и свиреп начин и из ниских побуда |       |

### Кратки филмови
| Год.  | Назив             | Улога |
| ----- | ----------------- | ----- |
| 1969. | Сви дани у једном |       |